# Appomattox (Virginia)
Appomattox è un comune degli Stati Uniti d'America, situato nello Stato della Virginia, nella Contea di Appomattox, della quale è il capoluogo.